# 混合弦理論
混合弦理論，又稱雜弦理論(heterotic string theory)，主要類型有兩種：

## 概述
雜弦理論是第一次超弦革命的產物，它等同於將不同方向振動的兩閉弦「聯姻」。而順時針方向振動的弦可以視為在九維格拉斯曼數的空間（超空間）振動，逆時針方向振動的弦則視為在25維空間中振動。它雖由26維時空的玻色弦和10維時空費米弦“雜交”而成且僅包含定向閉弦,但由於在環面上緊緻化及孤立子的存在,可以描述規範作用,且其低能極限與I型弦相同。以下即其兩種類型：

## SO(32)
SO(32)又稱O型雜弦，擁有32維旋轉對稱性。它與E型雜弦之間有T對偶性，與I型弦之間則有S對偶性。
換句話說，當O型雜弦耦合常數大於1時，I型弦的耦合常數便會小於1，反之亦同，這種聯繫稱為「強弱對偶」。而耦合常數小於1則意味著微擾方法是適用的。且O型雜弦緊致空間半徑1/R的理論，其性質可等同於I型弦緊致空間半徑為R的理論，這是納入時空幾何的對偶性，又稱為「大/小半徑對偶」。

## E8×E8
E8×E8又稱E型雜弦，可以容納例外群中的E8李群。它與O型雜弦之間有T對偶聯繫，與M理論之間則有U對偶，可視為9維與11維的對應關係。
1985年，大衛·葛羅斯等人提出雜弦理論，討論了規範群E8×E8有關問題；愛德華·維騰等人提出把雜弦緊致化，可以過渡到4 維時空超對稱愛因斯坦-楊-米爾斯理論，緊致空間則為卡拉比-丘流形。